# 碳酸
碳酸（英語：carbonic acid）在化学上是一种二元酸（dibasic acid），化学式为H2CO3，溶于水而呈弱酸性。
在生物化学及生理学上，“碳酸”这个名称常用于二氧化碳的水溶液，它在碳酸氢盐缓冲系统中起重要作用，用于维持酸碱平衡；因此，碳酸是机体内不同二氧化碳状态之间转换的关键形式；在此应用上，也稱“揮發酸”（volatile acid）或“呼吸酸”，而相对于“代谢酸”或“固定酸”。
二氧化碳溶於水後，一部分二氧化碳會與水化合，形成碳酸。該反應是一個可逆反應，方程式如下：
{\displaystyle {\rm {CO_{2}+H_{2}O\rightleftharpoons H_{2}CO_{3}}}}
該反應在常溫下的平衡常數是Kh=1.70×10−3；因此室溫下大部分二氧化碳都不會參與反應。假若沒有催化劑存在，反應速率十分緩慢，其反應速率常數僅為0.039 s−1（正反應）以及23 s−1（逆反應）。碳酸是无机化合物。
纯碳酸只能在−80 °C下制备。碳酸分子在水存在下会迅速分解成二氧化碳和水，但如果没有水，纯碳酸出乎意料能在室温下稳定存在。

## 生物体内的碳酸
碳酸在生物体内至关重要，代谢和胃酸分泌过程中都需要碳酸。

### 血液中的碳酸
在哺乳動物的血液中，碳酸在血液中所佔的角色非常重要。當二氧化碳從細胞進入血液後，它會與水化合形成碳酸，其後被奪走一個H+，形成碳酸氫根離子。碳酸氫根離子會進入紅血球，與另一個H+結合，再次形成碳酸。在肺中，碳酸中的水將被奪走，二氧化碳即從肺部釋出。
控制碳酸與二氧化碳間的反應平衡對於控制血液酸性的意義很重大。大多數生物具有一種名為碳酸酐酶的酶，它能有效地控制兩種化合物間的反應平衡。

### 碳酸在胃酸分泌中的作用
碳酸在胃酸的分泌中占了重要的作用；胃壁細胞可以藉由主動運輸形成鈉離子、鉀離子濃度差，利用酶從碳酸合成出胃酸的成分之一鹽酸。反應過程如下：
1. 細胞代謝產生二氧化碳，碳酸酐酶將二氧化碳和水結合成碳酸，碳酸再分解成碳酸氫根離子和氫離子。
2. 碳酸氫根離子濃度開始累積，便被酶送出細胞，同時共同運輸進氯離子以平衡電荷。碳酸氫根進入胃血管後會造成血液鹼性上升，稱為鹼潮（英语：Alkaline tide）。
3. 藉由鈉離子在細胞外濃度比較大的特性，運輸進鈉離子的酶也共同運輸進更多氯離子。
4. 鉀鈉腺苷三磷酸酶（英语：Hydrogen potassium ATPase）將氫離子主動運輸進胃小管，同時將鉀離子運進細胞。
5. 細胞中累積的鉀離子形成濃度差，通過共同運輸的酶時也將氯離子共同運輸進胃小管；氫離子和氯離子就形成鹽酸。
6. 鈉鉀幫浦將鈉離子送出、送進鉀離子，以維持電荷平衡。

綜合以上步驟，淨離子方程式可以寫成：
{\displaystyle {\rm {H_{2}CO_{3}+Cl^{-}\rightarrow HCl+{HCO_{3}}^{-}}}}

## 碳酸的酸性
碳酸是一種二元酸，其解離分為兩步：
{\displaystyle {\rm {H_{2}CO_{3}\rightleftharpoons {HCO_{3}}^{-}+H^{+}}}}
Ka1 = 4.3×10-7 mol/L; pKa1 = 6.37 (25 °C)
{\displaystyle {\rm {{HCO_{3}}^{-}\rightleftharpoons {CO_{3}}^{2-}+H^{+}}}}
Ka2 = 4.8×10-11 mol/L; pKa2 = 10.32 (25 °C)
需要注意的是，以上所述值並不適用於實際估算碳酸的酸性，因為單個碳酸分子的酸性比醋酸和甲酸都要強。但實際上，碳酸分子只出現在二氧化碳和水的動態平衡中，其濃度比二氧化碳低得多，故酸度實際上較低，第一步反應可以記作：
{\displaystyle {\rm {CO_{2}+H_{2}O\rightleftharpoons {HCO_{3}}^{-}+H^{+}}}}
Ka = 4.30×10-7 mol/L; pKa = 6.36
這個值被稱為碳酸的解離常數。

## 純碳酸
儘管在常規環境下無法單獨分離碳酸，不過在特定條件下，純碳酸有很高的穩定性；例如從宇宙線的光谱可推測，火星極冠中260K的環境下碳酸以氣態存在、外太空裡的固態水和乾冰混合物中可能也存在碳酸。由從頭計算法推算，只要有至少一個水分子存在，就足以催化氣態碳酸分子分解為二氧化碳和水。若沒有水，氣態碳酸分解反應會很慢，在室溫（300K）下的反應半衰期是18萬年；不過這只有在分子不多且距離彼此遙遠下才能成立，因為計算同時推測，氣態碳酸分子本身能發生自催化反應，形成二聚體然後發生分解反應。
在120K的低溫下，碳酸呈非晶質態，高於200K則會出現「β-相」的碳酸結晶，更高溫度下會部分分解，在230–260 K昇華。除了以二氧化碳和水反應以外，也能將結合兩個自由基（HCO、CO3）製得碳酸，並以紅外光譜學、間質隔離技術觀測；其他合成方法，包括在低溫下將碳酸氫鹽加鹽酸或者氫溴酸的水溶液（低溫防止碳酸分解），或者將乾冰質子化。
曾有研究聲稱低溫合成出「α-相」的固態碳酸，反應物是碳酸氫鉀和鹽酸的甲醇溶液；然而這項研究結果，受到之後一份2014年的博士論文質疑。透過同位素標記實驗，該論文認為產物是碳酸氫甲酯，而凝華的固體可能含有碳酸氫甲酯和二聚體，而不是碳酸；後續的間質隔離紅外線光譜分析，以及分析透過氣態合成、熱裂解技術合成的產物，都確認這點。不過，碳酸還是可能存在其他不同的同質異形體。一氧化碳可以由羥基自由基氧化而得到碳酸；由這種方式合成的碳酸，是否可被稱為「γ-相碳酸」尚無定論。而「β-相碳酸」、「γ-相碳酸」還未經晶體學分析確定結構。

## 在高壓環境
儘管碳酸分子一般在二氧化碳水溶液中所佔比例不高，大量分子態的碳酸可以在數十億帕斯卡（數萬標準大氣壓）的氣壓下，存在於水溶液；而這種情況可發生在星球內部。